# جاكوار أكس جي220
جاكوار أكس جي220 (بالإنجليزية: Jaguar XJ220)‏ هي سيارة من تصنيع شركة سيارات جاكوار.